# Agnieszka Musiał
Agnieszka Musiał (ur. 21 stycznia 1985 w Bolesławcu) – polska piosenkarka.

## Życiorys
Półkrwi góralka urodzona w Bolesławcu na Dolnym Śląsku. Prawnuczka Leopolda Balcy, multiinstrumentalisty, twórcy kultury muzycznej Podbeskidzia, jak również spokrewniona z Otokarem Balcy, operatorem dźwięku w kultowych polskich bajkach (m.in. Reksio, Bolek i Lolek).
Studiowała filologię angielską na Uniwersytecie Wrocławskim. Absolwentka Wydziału Kompozycji, Interpretacji, Edukacji i Jazzu Akademii Muzycznej w Katowicach (2013). Wykładowca wokalistyki jazzowej na Akademii Muzycznej w Katowicach (2015-2016) oraz w Szkole Muzycznej II stopnia im. Bronisława Rutkowskiego w Krakowie (od 2014).

## Kariera
Na początku kariery scenicznej pracowała jako muzyk sesyjny. Od 2010 koncertuje w kraju i za granicą, m.in. w Kanadzie, Niemczech, Belgii i na Ukrainie. Komponuje oraz tworzy teksty nie tylko własnych utworów, ale także dla innych artystów. Jej głos można usłyszeć na wielu albumach. W 2016 nagrała polskie wersje wokali do spektaklu Baletu Magnificat z USA. Śpiewa w zespole Owca.
W maju 2017 ukazał się jej debiutancki album pt. Błogo, na który składa się 11 utworów.
W styczniu 2023 roku wydała drugi album pt. Jestem u siebie składający się z 14 utworów - historii, do których opowiedzenia zostali zaproszeni: Bovska, Kamil Bednarek i Leski.

## Dyskografia

### albumy autorskie
- 2017: Błogo

"Błogo" (2017)
- 2023: Jestem u siebie

### single
- 2016: Wolnym tempem, To drzewo
- 2017: Miłość (utwór znalazł się w Szczęśliwej Trzynastce Listy Przebojów Polskiego Radia 3)
- 2019: Nie będę płakać
- 2019: Aroniowy nastrój
- 2020: Prom
- 2021: Już się nie wstydzę
- 2021: Azyl
- 2021: Atlas
- 2022: Cukier (z Bovska)
- 2022: Nasz dom (z Mateusz Otremba, Jan Smoczyński)
- 2022: Zasypiają ćmy
- 2022: Bruno
- 2022: Jestem u siebie (z Kamil Bednarek)

### Z New Life'm
- 2013: Światło i Życie, Tylko Ty i ja
- 2016: Moje Westerplatte

### Z zespołem owca
- 2016: Chwały
- 2022: Chwały 2.0

### Z Tau
- 2014 "Remedium"; w utworach:
  - Made In Serce
  - Ostatni Raz
  - Łzy
  - Cudowtórca
  - Puk Puk

- 2015 "Restaurator"; w utworach:
  - Sternik
  - Język Miłości
  - Kołysanka
  - Ból
  - Święty

### Z Jednego Serca Jednego Ducha (skrót "JSJD")
- 2011 "JSJD 2011"
- 2013 "JSJD 2013"
- 2014 "JSJD 2014"
- 2015 "JSJD 2015"
- 2016 "JSJD 2016"

### Jako wokalistka sesyjna
- 2012 "Barwy Kofty" Krzysztof Kilijanski
- 2014 "Będzie z nami dobrze" Maciej Miecznikowski
- 2014 "Bez Ciebie nie ma mnie" Gabriela Gąsior
- 2014 "Thank God I'm a Woman" Marta Król
- 2015 "HeartMade" Anna Ruttar

### Jako autorka tekstów
- 2013 "Little Dawn" Małgorzata Hutek

– Little Dawn
- 2014"Grounded In Love" Małgorzata Hutek

– Fly by Night
– Nowa
– I don't need more
– Grounded in Love (wraz z [Małgorzatą Hutek)
– Both Sides of Us (wraz z Małgorzatą Hutek)
- 2014 "Hold Me Again" Małgorzata Hutek

– Hold Me Again (wraz z Małgorzatą Hutek)
- 2014 "Thank God I'm a Woman" Marta Król

– Thank God I'm a Woman
- 2015 "Little Inspirations" Olga Boczar

– In a Dream
– Norvegian Morning (wraz z Olgą Boczar)
- 2015 "Brand New Man" Michał Kaczmarek

– Brand New Man
- 2017 "Błogo" Agnieszka Musiał

– Miłość
– Wolnym Tempem
– To Drzewo
– Utulę
– Najtrudniejsze
– Błogo Wieczność
– W Korcu Maku
– Czekam Ciebie
– Po Samo Niebo

### Teledyski
- 2014:

– "Hold Me Again" z Małgorzatą Hutek
– "Thank God I'm a Woman" Marta Król
– "Things Above" Marta Król
- 2016

– "Panie Ufam Ci" New life'm
– "Z Dawna Polski" Małgorzata Hutek/Olga Boczar/Agnieszka Musiał
– "Take And Receive" Jesuits Project
– "Miłość" Agnieszka Musiał
- 2017

– "Wolnym Tempem" Agnieszka Musiał

### Ścieżka dźwiękowa filmy/spektakle
- 2014

– "Tam gdzie da się żyć" reż. Magdalena Piejko
– Exit (komp. Konstancja Kochaniec, improwizacja wokalna Agnieszka Musiał)
– "Face to Face" Ballet Magnificat
– "Powrót Syna Marnotrawnego" Ballet Magnificat